# Ampezzo
Ampezzo (furlanisch Dimpeç; deutsch Petsch) ist eine Gemeinde mit 891 Einwohnern (Stand 31. Dezember 2023) in der italienischen Region Friaul-Julisch Venetien. In Ampezzo wird, wie sonst überall in Karnien (Carnia/Cjargne), furlanisch gesprochen.
Der Ort liegt auf einer Höhe von 560 m s.l.m. Die Fläche der Gemeinde umfasst 73,61 Quadratkilometer.

## Geschichte
Das Gebiet gehörte im frühen Mittelalter dem langobardischen Herzogtum Friaul an. 762 wurde die Gemeinde erstmals urkundlich erwähnt. Kurz darauf erfolgte der Herrschaftswechsel von den Langobarden zu den Franken, und Karnien gehörte dem Reich Karls des Großen an. Im 10. Jahrhundert war es Teil des Herzogtums Bayern. Unter Kaiser Heinrich IV. wurde es innerhalb des römisch-deutschen Reichs Teil des Fürstpatriarchats von Aquileja. Als die Venezianer 1420 das Friaul eroberten, kam auch Ampezzo zur Seerepublik Venedig. Mit dem Frieden von Campo Formio übertrug Napoléon Bonaparte 1798 die Herrschaft über Venetien an das Haus Habsburg und damit an Österreich. Im Zuge der italienischen Einigung (Risorgimento) kam 1866 Venetien (und somit auch Karnien mit Ampezzo) zu Italien. Im Ersten Weltkrieg war Friaul und damit auch Ampezzo 1917/18, zwischen der Schlacht von Karfreit und der Dritten Piaveschlacht, von österreichischen Truppen besetzt. Nach dem Sturz Mussolinis 1943 und der Besetzung Italiens durch deutsche Truppen wurde Ampezzo mit der Provinz Udine Teil der Operationszone Adriatisches Küstenland. Im Gebiet regte sich Widerstand der Partisanen. Am 26. September 1944 wurde in Ampezzo mit der Zona Libera della Carnia e del Friuli ein von Partisanen kontrolliertes Gebiet proklamiert, das sich drei Monate lang gegen deutsche Truppen und italienische Einheiten der faschistischen Sozialrepublik Italien behaupten konnte.

## Sehenswürdigkeiten
- Kirche San Daniele (erbaut ~1900)
- Geologisches Museum der Carnia
- Pinakothek des Marco Davanzo
- Museo della Repubblica Partigiana (Partisanenmuseum).

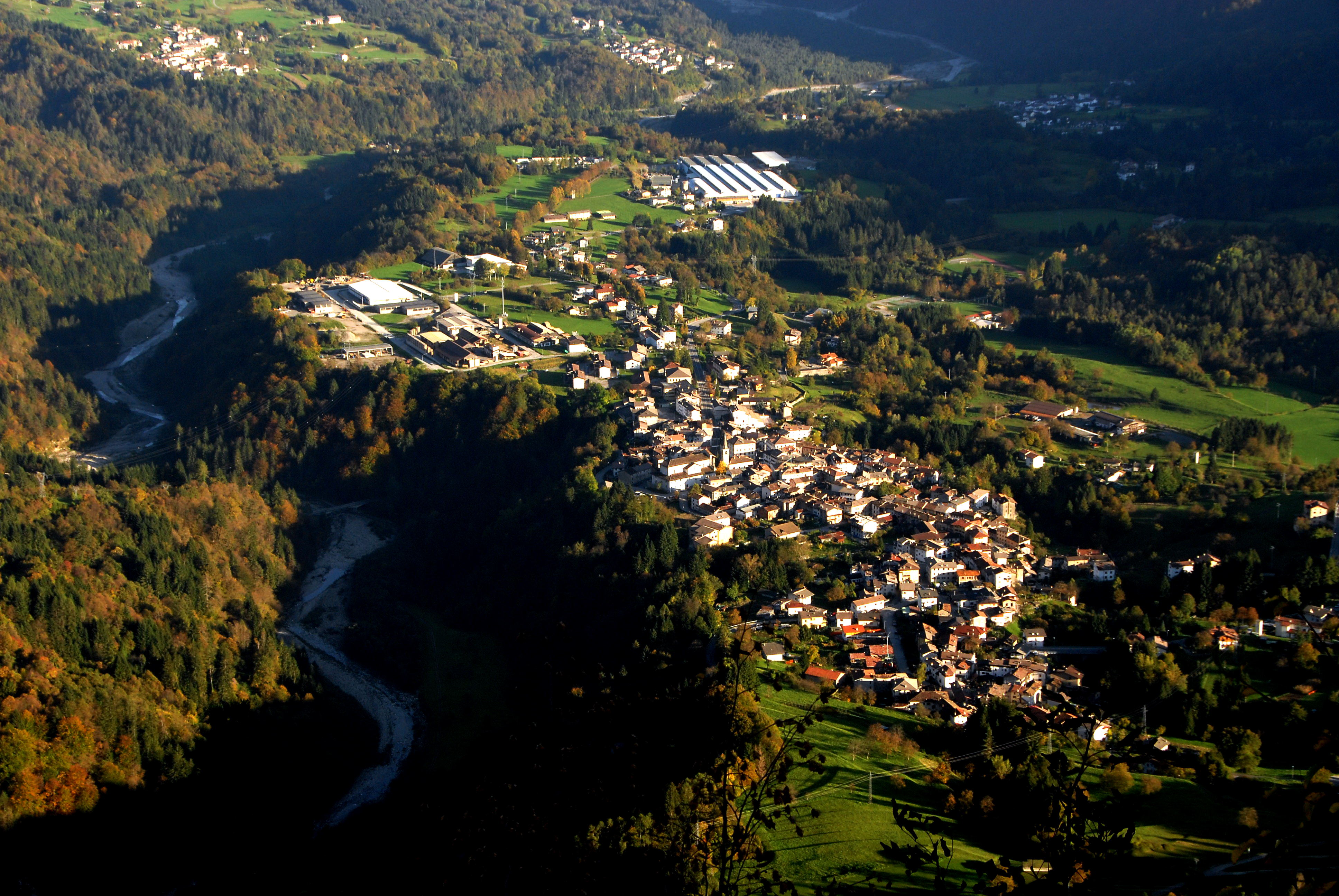
Ampezzo

## Persönlichkeiten
- Marco Davanzo (1872–1955), Maler